# Puchar Polski w piłce siatkowej mężczyzn (2003/2004)
Puchar Polski w piłce siatkowej mężczyzn 2003/2004 – 47. sezon rozgrywek o siatkarski Puchar Polski, rozgrywany od 1932 roku.

## Rozgrywki

### Półfinał
| Data       | Drużyna 1                | Wynik | Drużyna 2       | Sety                              |
| ---------- | ------------------------ | ----- | --------------- | --------------------------------- |
| 13.03.2004 | KPS Skra Bełchatów       | 3:1   | NKS Nysa        | 25:19, 25:23, 24:26, 25:21        |
| 13.03.2004 | Polska Energia Sosnowiec | 3:2   | PZU AZS Olsztyn | 25:18, 25:17, 20:25, 20:25, 15:13 |

### Finał
| Data       | Drużyna 1                | Wynik | Drużyna 2          | Sety                       |
| ---------- | ------------------------ | ----- | ------------------ | -------------------------- |
| 14.03.2004 | Polska Energia Sosnowiec | 3:1   | KPS Skra Bełchatów | 25:14, 20:25, 25:20, 25:20 |

## Klasyfikacja końcowa
| Miejsce | Drużyna                  |
| ------- | ------------------------ |
| 1.      | Polska Energia Sosnowiec |
| 2.      | KPS Skra Bełchatów       |
| 3-4.    | PZU AZS Olsztyn          |
| 3-4.    | NKS Nysa                 |